# Калыгул
Калыгул (кирг. Калыгул, до 2002 года — Октябрьское) — село в Чуйском районе Чуйской области Кыргызстана. Входит в состав Ак-Бешимского айылного аймака.

## География
Село расположено в центральной части области, на расстоянии приблизительно 3 километров (по прямой) к юго-западу от города Токмак, административного центра района. Абсолютная высота — 901 метр над уровнем моря.

## Население
Согласно оценочным данным Национального статистического комитета Кыргызской Республики, численность населения села на начало 2023 года составляла 910 человек.
| год     | 2009 | 2014 | 2015 | 2020 | 2021 | 2023 |
| ------- | ---- | ---- | ---- | ---- | ---- | ---- |
| человек | 790  | 959  | 931  | 908  | 915  | 910  |